# Наринтау
Наринтау или Наринтоо (на киргизки: Нарын-Тоо; на руски: Нарынтау) е планински хребет в централната част на Вътрешен Тяншан, разположен на територията на Киргизстан (Наринска област). Простира се на протежение около 130 km, от запад на изток, между Атбашинската котловина на югозапад и долината на река Атбаши (ляв приток на Нарин) на юг и запад и левия бряг на река Нарин на север. Максимална височина 4542 m, (41°22′36″ с. ш. 76°57′04″ и. д. / 41.376667° с. ш. 76.951111° и. д.), разположена в централната му част. Изграден е от варовици, метаморфни шисти и гранити. Северният му склон е много стръмен със скалисти и дълбоки дефилета, а южният е по-малко стръмен с глинесто-пясъчни хълмове в подножията. Господстват планинско-ливадни, ливадно-степни ландшафти и обширни каменисти пространства със скали и сипеи по стръмните склонове. В дълбоките дефилета има малки смърчови гори.

## Топографска карта
- К-43-Г М 1:500000[2]